# Ilinci
Ilinci su naselje u općini Šid u Srijemskom okrugu u Vojvodini, Srbija.

## Stanovništvo
U naselju Ilinci živi 827 stanovnika, od toga 689 punoljetnih stanovnika, a prosječna starost stanovništva iznosi 43,3 godina (41,6 kod muškaraca i 44,9 kod žena). U naselju ima 319 domaćinstava, a prosječan broj članova po domaćinstvu je 2,59.
| Etnički sastav 2002. |            |        |
| Narod                | Stanovnika | %      |
| Srbi                 | 796        | 96,25% |
| Jugoslaveni          | 9          | 1,08%  |
| Hrvati               | 8          | 0,96%  |
| Slovaci              | 3          | 0,36%  |
| Mađari               | 3          | 0,36%  |
| Muslimani            | 2          | 0,24%  |
| nepoznato            | 1          | 0,12%  |

| broj stanovnika | 1335  | 1481  | 1456  | 1198  | 1011  | 883   | 827   |
|                 | 1948. | 1953. | 1961. | 1971. | 1981. | 1991. | 2002. |

## Vanjske poveznice
- Položaj, vrijeme i udaljenosti naselja  Arhivirana inačica izvorne stranice od 26. srpnja 2008. (Wayback Machine)